# Schéma de la ligne de Flavigny-le-Grand à Ohis - Neuve-Maison
Cette page est une annexe de l'article « Chemin de fer de Guise à Hirson ».
| exLSTR |

| exSTRc2 | exABZg3 |  |

| exSTRc2 | HUBrg-L · exSTR3+1 | HUBeq · exBHF | b |

| exlDSTc3 · exnSTR+1 | exSTRc4 | exSTR | b |

| exnSTR · exlDSTc4 · tWASSERq | WASSERq | exWBRÜCKE1 | vWASSER+r- |  |

| exnSTR · HUBa@fq · uexLSTRq | HUBr · uexSTR2h+r | exSTR | vWASSER- |  |

| exnKBSTe | cd | uexmvSTR | c | vWASSER- |  |

| WABZq+r | cdWASSERq | uexdWBRÜCKEa | exdWBRÜCKEa | WABZql | WABZq+r | c |

| WASSERu | cdWASSERq | uexdWBRÜCKEe | exdWBRÜCKEe | WASSERq | WASSERu | c |

| WASSERl | cdWASSERq | uexdWBRÜCKE | exdWBRÜCKE | v-WASSER+r | WASSER | c |

| exLSTRq | exSTR2h+r | uexvSHI1+r- · exSTR | WASSER | vWASSER- |

| +d | uexSTR | v-WASSER | WASSER |

| +d | exvBHF | v-WASSER+l | WASSERr |

| +d | exvÜSTx · exv-STRl | exnSTRq · v-WASSER | exnKBSTeq |

| d | exvBHF | v-WASSER |

| 189,062 |
| 0,000   |

| d | exv-SHI2g+r | v-WASSER |

|  | exTUNNEL1 | WASSER |

|  | exhSTRae | WASSER |

|  | exHST | WASSER |

|  | exSTRo | WASSER |

|  | exSTRo | WASSER |

|  | exSTRo | WASSER |

| d | exv-SHI2gr | v-WASSER |

| d | exvBHF | v-WASSER |

| ~4,1    |
| 184,952 |

| exKBSTa | exvSTR | v-WASSER | d |

| lMKRZu | exdABZqr | excSTRq | exv-ABZgr | v-WASSER | +c |

|  | exHST | WASSER |

| d | exv-SHI2gr | v-WASSER |

| d | exvBHF | v-WASSER |

| 8,581 |
| 0,000 |

| exLSTRq | exSTRr+1h | exSHI2g+r | WASSER |  |

| WASSERq | exWBRÜCKE1 | WABZgr |

|  | exSTRo | WASSER |

|  | exBHF | WASSER |

| exnKBSTaq | exABZgnr | WASSER |

|  | exBHF | WASSER |

|  | exBHF | WASSER |

|  | exBHF | WASSER |

| b | exSKRZ-G1BUE | WASSERu | RD1+r |

|  | WASSER+l | exWBRÜCKE1 | WASSERr | RD1 |

|  | WSPLa | exBHF | RD1K+l | RD1Kr |

|  | vWASSER- | exWBRÜCKE1 | RD1 · WASSERq | WASSERq |

| WSHI1+r | RD1+l | RD1rf |

| WASSER | exBHF |  |

| WABZgl | exWBRÜCKE2 | WASSERq |

| WASSER | exHST |  |

| WABZgl | exWBRÜCKE1 | WASSERq |

| WASSER | exBHF |  |

| WASSER | exBHF |  |

| WABZgl | exWBRÜCKE1 | WASSERq |

| WASSER | exBHF |  |

|  | WASSER | exSTR | exSTR+l | exLSTRq |

| WASSER | exSTRo | exABZg3 |

| WASSER | exABZg+1 | exSTR+c4 |

| exSTR+l | exhKRZWaq | exKRZhr | exSTRr |  |

| exSTR2 | WASSERl | exhKRZWae | WASSER+r |  |

| exSTRc1 | exSTR+4 | exSTRo | WASSER |  |

| exBHF-L | exBHF-R | WASSER |

| 33,600  |
| 230,256 |

|  | exKRWl | exKRWg+r | WASSERl | WASSER+r |

| b | exKRWgl | exKRW+r | WASSER |

| b | exSTR | exABZgl | exhLKRZWaeq |

| b | exSTRo | exABZgnl | WASSERl |

| +d | exv-SHI2gr | exv-STR2 | exSTRc3 |

| +d | exvABZgl-STRo | exvSTR+r- | exv-STR+4 |

| +d | exvDST-STR | exvSTR- | exv-STR |

| cdLSTRq | edABZq+r | dSTR+r | exvÜSTxl | exdSTR | cd | exSTR |

| d | exSTR2 | xKRZ2h+4ho · exSTRc3 | exSTR · exSTR~R | d | exSTR |

| LSTRq | edSTRq+c1 | exSTRr · edABZq+r · d | ABZg+r · exSHI2g+l | exvSHI1+r- | exSTR |

| 235,031 |
| 195,665 |

|  | exv-DST | SPLa | exvSTR- | exSTR |

| d | exSTR~L | exSTR~R | STR~R | exv-STR |

| +d | evÜSTr | dSTR | exvDST- | exSTR |

|  | v-BST | vSTR | exvSTRl- | exSTRr |

| dSTR | vBHF | d |

| ~39,2   |
| 196,490 |

| v-SHI2g+r | vSTR- |

| evÜSTl |

| exLSTRq | exABZq+r | vexABZr+r-STR | b |

| exv-STR | exBST | STR~R | d |

| exSTR | ev-SHI2g+r |  |

| exvSHI5l- | eSHI5g+r | d |

| v-LSTR |

| Ligne de Fives à Hirson ;                       |
| ligne de La Plaine à Hirson et Anor (frontière) |

| Lille-F. |
| Anor     |

## Sources
- SNCF Région NORD, « CARNET DE PROFILS ET SCHEMAS : planche 72 » [PDF], sur fini.net/~bersano, 1960 (consulté le 24 novembre 2022), p. 86.
- Géoportail (notamment ses anciennes cartes et photographies aériennes) et/ou Google Maps (sites consultés le 24 novembre 2022).
- Points de détails :

1. ↑  E. FACON, « GUERRE 1914 – 1918, L’AMPLEUR DES TRAVAUX D’ADAPTATION DU RESEAU FERROVIAIRE : Gare d’échange de Grand Verly » [PDF], sur inventaires-ferroviaires.fr, 1er mai 2020 (consulté le 24 novembre 2022).
2. ↑  [PDF] Tunnel de Guise sur l'Inventaire des Tunnels Ferroviaires de France, consulté le 24 novembre 2022.
3. ↑  E. FACON, « GUERRE 1914 – 1918, L’AMPLEUR DES TRAVAUX D’ADAPTATION DU RESEAU FERROVIAIRE : Faisceau ferroviaire de Beaurain (Commune de Flavigny-le-Grand & Beaurain (02)) » [PDF], sur inventaires-ferroviaires.fr, 3 décembre 2020 (consulté le 24 novembre 2022).
4. ↑  E. FACON, « GUERRE 1914 – 1918, L’AMPLEUR DES TRAVAUX D’ADAPTATION DU RESEAU FERROVIAIRE : Les raccordements provisoires d’Ohis (02) entre les lignes 237 000 et 238 000 » [PDF], sur inventaires-ferroviaires.fr, 22 octobre 2017 (consulté le 24 novembre 2022).
5. 1 2  E. FACON, « GUERRE 1914 – 1918, L’AMPLEUR DES TRAVAUX D’ADAPTATION DU RESEAU FERROVIAIRE : Évolution du nœud ferroviaire d’Hirson pendant le conflit » [PDF], sur inventaires-ferroviaires.fr, 2 février 2020 (consulté le 25 novembre 2022).